# Coupe de France 2009
Die Coupe de France 2009 ist die 18. Austragung der Coupe de France, einer seit der Saison 1992 stattfindenden Serie von französischen Eintagesrennen.

## Rennen
| Datum         | Rennen                             | Sieger             | Führender (Fahrerwertung) | Sieger (Teams)        | Führender (Teamwertung) |
| ------------- | ---------------------------------- | ------------------ | ------------------------- | --------------------- | ----------------------- |
| 22. März      | Grand Prix Cholet-Pays de la Loire | Juan José Haedo    | Jimmy Casper              | Bbox Bouygues Télécom | Bbox Bouygues Télécom   |
| 14. April     | Paris–Camembert                    | Jimmy Casper       | Jimmy Casper              | Agritubel             | Agritubel               |
| 16. April     | Grand Prix de Denain               | Jimmy Casper       | Jimmy Casper              | Bretagne-Schuller     | Agritubel               |
| 18. April     | Tour du Finistère                  | Dimitri Champion   | Jimmy Casper              | Agritubel             | Agritubel               |
| 19. April     | Tro Bro Leon                       | Saïd Haddou        | Jimmy Casper              | Bretagne-Schuller     | Agritubel               |
| 3. Mai        | Trophée des Grimpeurs              | Thomas Voeckler    | Jimmy Casper              | Française des Jeux    | Bretagne-Schuller       |
| 30. Mai       | Grand Prix de Plumelec-Morbihan    | Jérémie Galland    | Jimmy Casper              | ag2r-La Mondiale      | Bretagne-Schuller       |
| 2. August     | Polynormande                       | Matthieu Ladagnous | Jimmy Casper              | Française des Jeux    | Française des Jeux      |
| 30. August    | Châteauroux Classic de l’Indre     | Jimmy Casper       | Jimmy Casper              | Agritubel             | Française des Jeux      |
| 20. September | Grand Prix d’Isbergues             | Benoît Vaugrenard  | Jimmy Casper              | Française des Jeux    | Française des Jeux      |
| 4. Oktober    | Tour de Vendée                     | Pavel Brutt        | Jimmy Casper              | Agritubel             | Française des Jeux      |

## Fahrerwertung
| Position | Fahrer              | Team                      | Punkte |
| -------- | ------------------- | ------------------------- | ------ |
| 1        | Jimmy Casper        | Besson Chaussures-Sojasun | 193    |
| 2        | Romain Feillu       | Agritubel                 | 100    |
| 3        | Anthony Geslin      | Française des Jeux        | 96     |
| 4        | Mathieu Ladagnous   | Française des Jeux        | 90     |
| 5        | Thomas Voeckler     | Bbox Bouygues Télécom     | 75     |
| 6        | Dimitri Champion    | Bretagne-Schuller         | 70     |
| 7        | Stéphane Bonsergent | Bretagne-Schuller         | 69     |
| 8        | Benoît Vaugrenard   | Française des Jeux        | 58     |
| 9        | Jérémie Galland     | Besson Chaussures-Sojasun | 56     |
| 10       | Steven Tronet       | Roubaix-Lille Métropole   | 56     |

## Teamwertung
| Position | Team               | Punkte |
| -------- | ------------------ | ------ |
| 1        | Française des Jeux | 95     |
| 2        | Agritubel          | 94     |
| 3        | Bretagne-Schuller  | 84     |